# 江畑晶慧
江畑 晶慧（えばた まさえ、1983年6月21日 - ）は、韓国浦項市出身のミュージカル女優である。劇団四季所属。本名、李 晶慧(イ・ジョンヘ)。

## 略歴
- ソウル芸術大学演劇学科卒業後、2005年3月に劇団四季のオーディションに合格、来日した。

- ミュージカル『ライオンキング』のヒロイン、ナラ役で初舞台を踏み、日本国内の公演だけでなく『ライオンキング』のソウル公演でも演じる。

- 『マンマ・ミーア!』ソフィ役、『アイーダ』タイトルロールなど数々の作品でヒロインを演じている。

- 中でも日本版の『ウィキッド』主役・エルファバとしては濱田めぐみ、樋口麻美、今井美範に続いて4番目に、日本初演の東京公演ロングラン中にデビューした。ウィキッドは日本のほかにアメリカ、イギリス、ドイツ、オーストラリアなどで上演されているが、彼女のデビュー以前に韓国人がエルファバを演じたことはなく、彼女が韓国人として世界で初めてエルファバを演じたことになる。

- その後、日本での劇団四季『ウィキッド』の公演には、劇団四季の俳優で唯一、全ての公演地（東京公演、大阪公演、福岡公演、名古屋公演）でエルファバ役で出演。2011年の『ウィキッド』福岡公演では約5カ月の公演期間の全公演、一人でエルファバ役を演じきった。

- 2012年4月4日に『サウンド・オブ・ミュージック』大阪公演にて、劇団四季では自身初のソプラノ音域中心となる、主役のマリア役デビュー。2015年の同作品東京公演でも、マリア役を演じている。

- 2014年2月『マンマ・ミーア!』東京公演にてドナ・シェリダン役デビュー。同じ公演期間内で娘役のソフィ・シェリダンと母親役のドナ・シェリダンの両方を演じるのは少なくとも劇団四季においては初めてのことであり、また2014年現在、世界最年少のドナである。

## 人物
- キリスト教徒であり、芸名をつける際、「開く」を意味する「エバタ」という言葉を使いたいと思い、本名の「晶慧」と合わせて「江畑晶慧」と名付けられた。

- 劇団四季には彼女以外にも海外出身者（おもに韓国と中国）が多数所属している。多くの場合、日本語に訛りが出てしまい、違和感が生じてしまうことがあるが彼女は訛りがほとんどない流暢な日本語を話すことができる。

## 出演作品
（太字はヒロイン役）
- ライオンキング（ナラ）
- マンマ・ミーア!（ドナ・シェリダン、ソフィ・シェリダン）
- ウィキッド（エルファバ）
- アイーダ（アイーダ）
- サウンド・オブ・ミュージック（マリア）
- キャッツ（グリザベラ）
- エビータ（エビータ）
- 劇団四季のアンドリュー・ロイド＝ウェバー コンサート～アンマスクド～
- ジーザスクライスト＝スーパースター(マグダラのマリア)